# 推力矢量

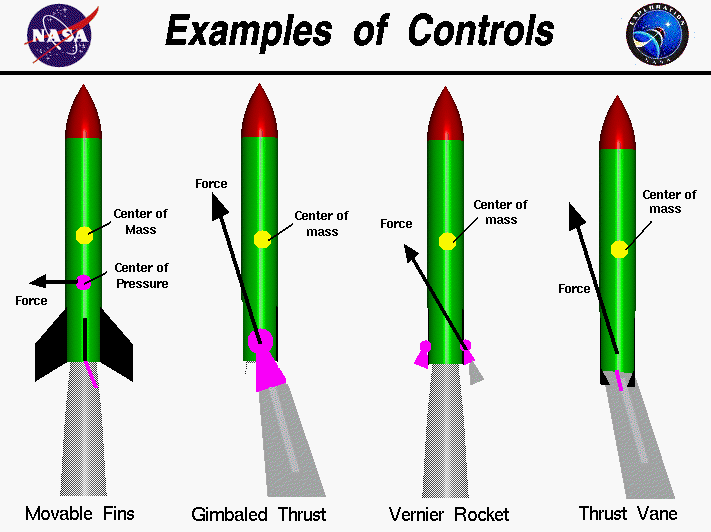
飛彈的飛行控制裝置。由左而右依序為可動式尾翼、向量噴嘴、側向助推器、燃氣舵

推力向量（thrust vectoring；thrust vector control；TVC）是指飛行器将其推力从它的發動機平行方向引向其它方向的技术。推力向量技术除了可以提供垂直起降或短距起降能力外，还能在空战中为飞机提供额外的机动力。推力矢量一般用可以转动的向量喷嘴或者扰流片来实现。
此項技術廣泛使用於火箭及飛彈上。对于大气层外飞行的火箭和弹道导弹，空气动力控制面是无效的，因此推力矢量是姿态控制的主要手段。

## 技術

推力向量喷嘴運作示意圖

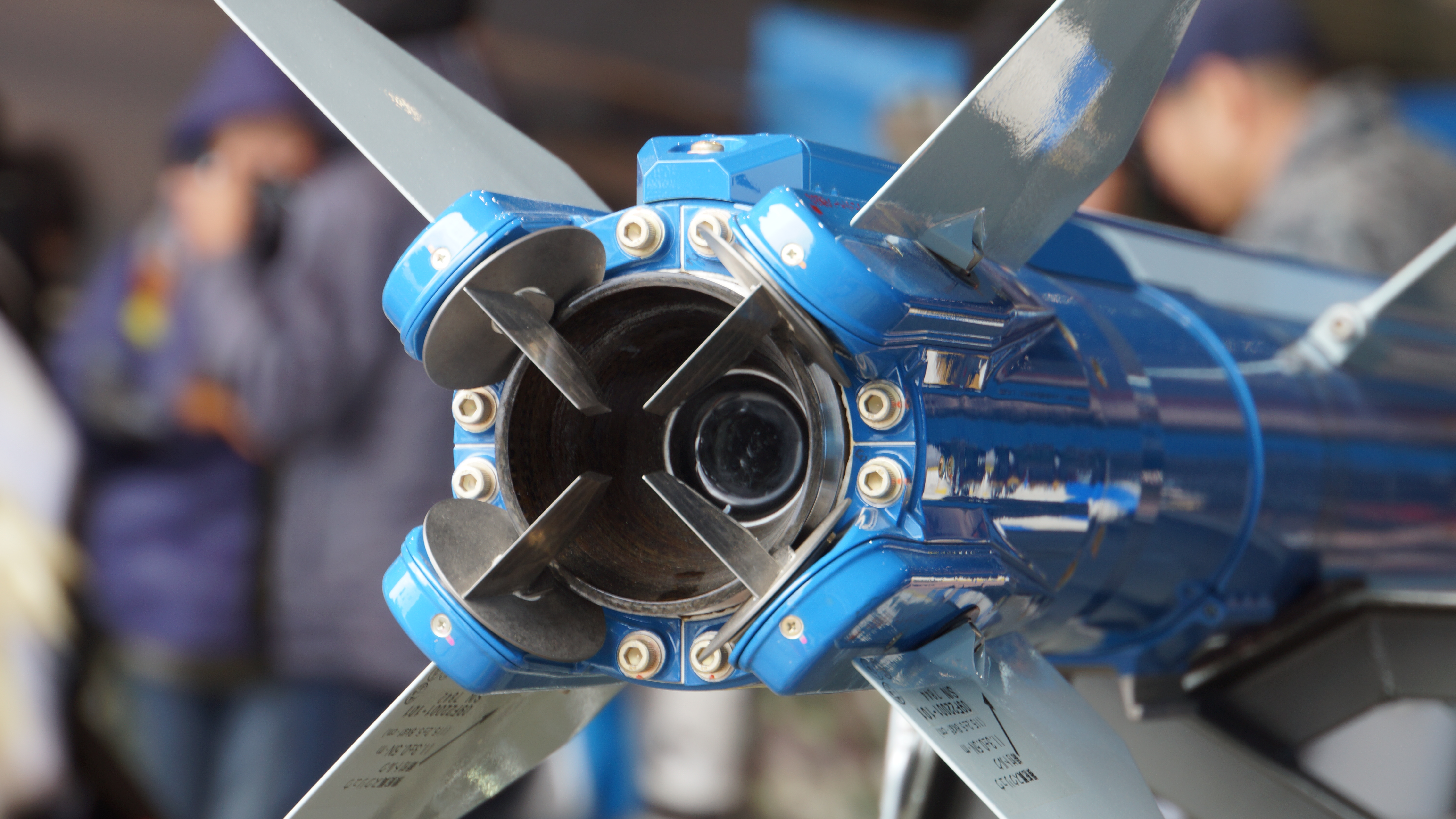
04式空對空飛彈的燃氣舵

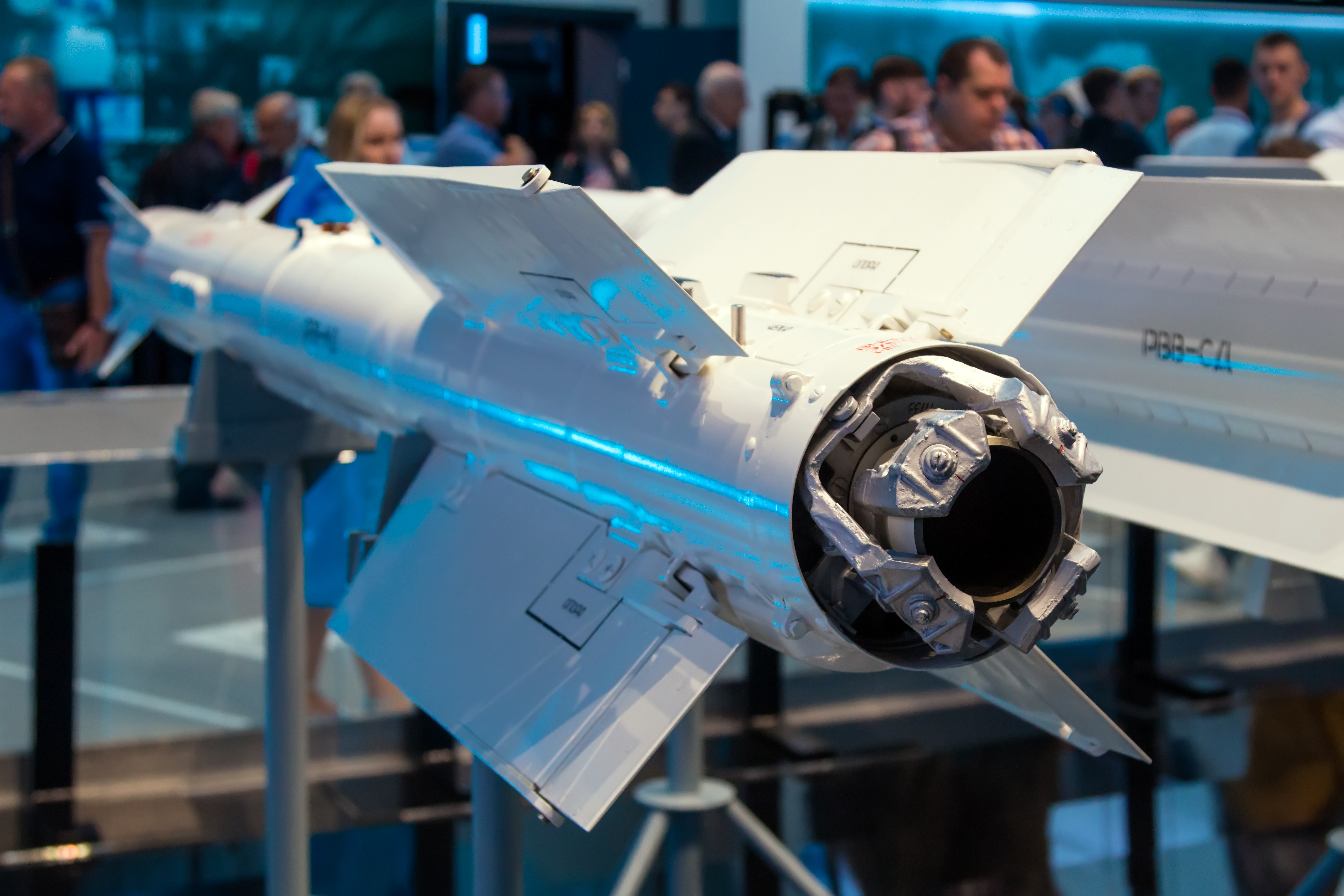
R-73飛彈家族中RVV-MD型號飛彈的擾流片

推力矢量控制在推进系统创建推力时被使用，廣泛應用於火箭及飛彈上，與垂直發射系統息息相關。
飛彈改變飛行方向的能力稱為可操縱性，而實現可操縱性則需要對飛彈彈體施加操縱力矩以進行方向控制。通常情況下，飛彈依靠空氣動力和引擎產生推力或改變加速方向，從而獲得操縱力矩。當飛彈以相當快的速度在大氣層內飛行時，使用空氣舵即可產生足夠的空氣動力進行控制，但在空氣稀薄的高空中缺乏空氣動力，此時便需要利用火箭引擎產生的推力控制飛彈，即推力向量控制。目前常用的推力向量控制裝置有燃氣舵、搖擺引擎、搖擺噴管、二次噴射技術、微推力引擎和旋轉彎管。除了上述幾種外，還有偏流器、延伸噴管等。它們的共同特徵都是利用燃氣動力來操縱飛彈，在高空的飛行條件下有較好的適應能力。
燃氣舵
燃氣舵是一種安裝在火箭引擎噴管口燃氣流中的舵面，一般用石墨材料製成，可根據需要偏轉燃氣流的流動方向，燃氣流對舵面的作用力將使飛彈繞重心形成操縱力矩，使飛彈改變飛行方向。根據燃氣舵的偏轉角方向不同，可產生偏航、俯仰、滾動等不同方向上的力矩。
燃氣舵的優點是結構簡單、操縱方便；缺點是阻力較大，燃氣舵位於燃氣流之中，因此使引擎的推力減少，早期使用此設計的飛彈損失的推力約為3—5％。同時，燃氣舵會受到高溫高壓的燃氣流直接沖刷，而承受較大的燒蝕磨損，尤其是固體燃料火箭引擎燃燒產生帶顆粒的燃氣流。因此燃氣舵常在液態燃料火箭引擎的短程飛彈上使用。
搖擺引擎
搖擺引擎是應用液體燃料的火箭引擎使用的一種操縱裝置。通常這類引擎安裝在飛彈尾部萬向節的鉸鏈軸承上，當引擎運作時，引擎既可以搖擺動作，燃料也可通過特殊的軟管從油箱輸送到推力室。如此設計既可以產生推力，又可以通過將引擎偏轉一個角度，產生使飛彈繞重心轉動的操縱力矩，從而改變飛彈的飛行方向。
搖擺噴管
採用固體燃料的飛彈無法搖擺引擎，因此往往採用擺動噴管的方式操縱飛彈。此設計的明顯特徵就是推力室本身不偏轉，僅轉動噴管的方向。如此在結構設計上就要求推力室與噴管之間以十分堅固且密封的活動關節相連，當噴管產生偏轉，燃氣流的方向就會相應地發生改變，產生使飛彈繞重心轉動的操縱力矩。
二次噴射技術
二次噴射技術是在火箭引擎和噴管皆不擺動的情況下，利用氣體或液體向推力室噴管處發射，改變燃氣流方向，以產生控制力矩的一種技術。優點是結構上不需要特殊的活動關節及密封套件，但缺點是必須有盛裝噴射氣體或液體的容器，使飛彈的結構加重。
微推力助推器
當飛彈的主引擎燃料耗盡而熄火時，為使飛彈仍能穩定在彈道上飛行或是進行轉向，而將額外具有產生少量推力的微推力助推器安裝於彈體的適當位置上。只要啟動這些裝置，就可以隨時調整和操縱飛彈改變姿態和飛行方向。
旋轉彎管
在飛彈的頭部或尾部安裝輔助引擎、壓縮氣體容器等。在飛彈飛行過程中，其控制力矩可以由兩對彎管噴管或幾個側向噴管來產生。

### 引文
1. ↑  Committee on Appropriations & Subcommittee on Department of Defense 1984，第789頁.
2. ↑  朱一凡, 杨峰 & 梅珊 2007，第140頁.
3. 1 2 3 4 5 6  朱一凡, 杨峰 & 梅珊 2007，第141頁.
4. 1 2  朱一凡, 杨峰 & 梅珊 2007，第142頁.
5. ↑  朱一凡, 杨峰 & 梅珊 2007，第141-142頁.

### 書目
- 朱一凡; 杨峰; 梅珊. . 长沙市: 国防科技大学出版社. 2007. ISBN 978-7-810-99439-2 （中文（中国大陆））.
- Committee on Appropriations; Subcommittee on Department of Defense. . hearings before a subcommittee of the Committee on Appropriations, United States Senate, 98th Congress, 1st session. U.S. Government Printing Office. 1984.
- Wilson, Erich. . LAP LAMBERT Academic Publishing. 26 June 2013. ISBN 978-3-659-41265-3 （英语）.

## 外部連結
- 维基共享资源上的相關多媒體資源：推力矢量